# Anomis hawaiiensis
Anomis hawaiiensis là một loài bướm đêm thuộc họ Erebidae. Nó là loài đặc hữu của Kauai, Oahu và Hawaii.
Ấu trùng ăn các loài Hibiscus (bao gồm Hibiscus tiliaceus) và Hibiscadelphus. The caterpillar là một green, hoặc sometimes reddish, semi-looper.